# Daśt
Daśt (urdu دشت, ang. Dasht) – rzeka w Beludżystanie, południowo-zachodniej części Pakistanu. Źródła rzeki znajdują się w górach Mekran. Uchodzi do zatoki Gwatar (Morze Arabskie) niedaleko granicy z Iranem. Liczy 426 km długości. W czasie letniego monsunu rzeka wzbiera powodując powodzie.

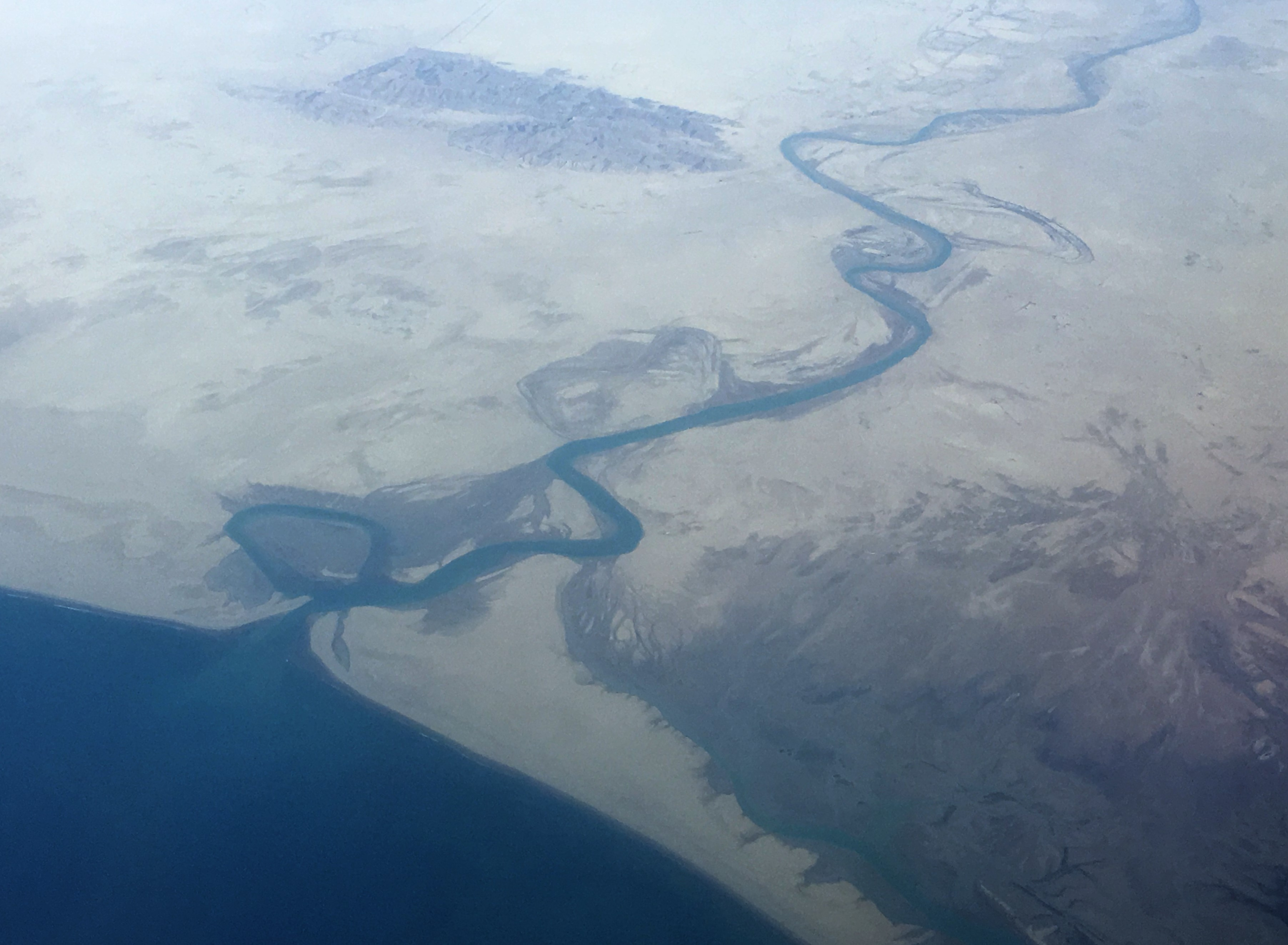
Ujście Daśt do Morza Arabskiego